# Maria Łopatkowa
Maria Łopatkowa, właśc. Maria Łopatko (ur. 28 stycznia 1927 w Braciejowicach, zm. 25 grudnia 2016 w Warszawie) – polska działaczka społeczna, pisarka, pedagog, posłanka na Sejm PRL VI i VII kadencji(1972–1980), senator III kadencji (1993–1997).

## Życiorys

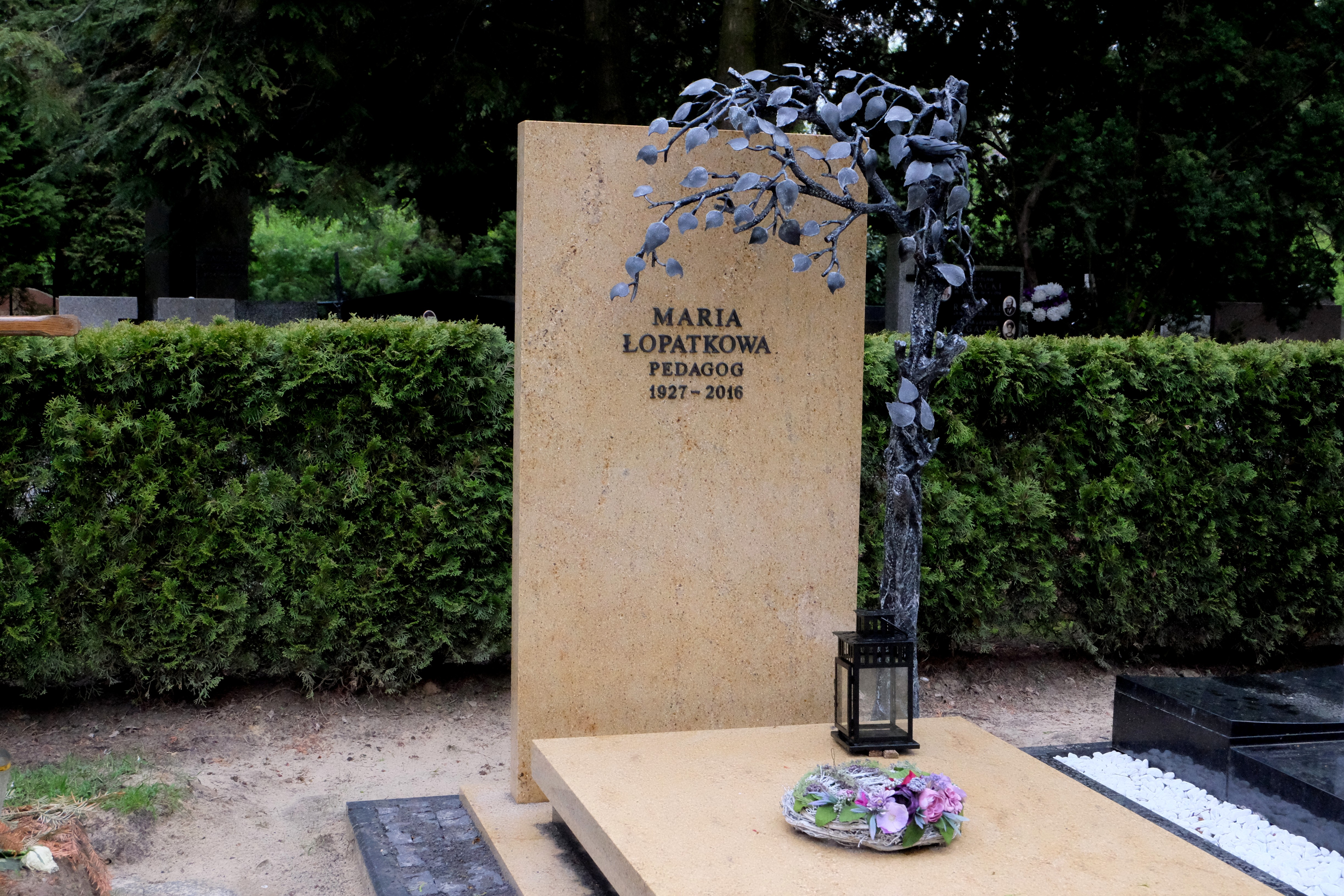
Grób Marii Łopatkowej na Cmentarzu Wojskowym na Powązkach w Warszawie

Ukończyła w 1952 studia na Wydziale Filologii Polskiej Uniwersytetu Łódzkiego, w 1968 uzyskała stopień doktora pedagogiki na Uniwersytecie Warszawskim. Do 1969 pracowała jako nauczyciel w szkole podstawowej w Ołtarzewie, pełniła funkcję kierownika szkoły. Przez wiele lat czynnie angażowała się w działania na rzecz ochrony praw dziecka. Była dyrektorem Zespołu Ognisk Wychowawczych w Warszawie. Współtworzyła, a następnie w latach 1981–1993 kierowała Komitetem Obrony Praw Dziecka. W 1988 powołała także Towarzystwo Pomocy Młodzieży. Była autorką licznych pozycji literatury współczesnej oraz publikacji naukowych z zakresu pedagogiki. Uważana za prekursora nurtu wychowawczego zwanego „pedagogiką serca”.
W latach 1972–1980 sprawowała mandat posłanki na Sejm PRL VI i VII kadencji z listy Zjednoczonego Stronnictwa Ludowego. W 1981 podjęła jako ekspert współpracę z „Solidarnością”. Była członkinią rady krajowej Patriotycznego Ruchu Odrodzenia Narodowego.
W 1993 zainicjowała powstanie Partii Dziecka, przekształconej później w Partię Dzieci i Młodzieży, która nie podjęła jednak czynnej działalności politycznej (przestała istnieć w 2010). Z ramienia Polskiego Stronnictwa Ludowego sprawowała mandat senatora III kadencji z województwa warszawskiego w latach 1993–1997. W 2006 kandydowała z listy PSL do Sejmiku Województwa Mazowieckiego (bez powodzenia), a w 2007 również bezskutecznie w przedterminowych wyborach parlamentarnych do Sejmu. Została pochowania 11 stycznia 2017 w Alei Zasłużonych na Cmentarzu Wojskowym na Powązkach (kwatera G-tuje-28).

## Odznaczenia
- Krzyż Oficerski Orderu Odrodzenia Polski (2001)[7]
- Krzyż Kawalerski Orderu Odrodzenia Polski
- Złoty Krzyż Zasługi
- Srebrny Krzyż Zasługi (1955)[8]
- Medal 30-lecia Polski Ludowej
- Medal Komisji Edukacji Narodowej[1]
- Medal „Za zasługi dla ruchu ludowego”[9]
- Order Uśmiechu (również członkini Międzynarodowej Kapituły Orderu Uśmiechu)
- Odznaka Honorowa za Zasługi dla Ochrony Praw Dziecka[10]
- Medal Pamiątkowy „Pro Masovia”[11]

## Publikacje
- Od miłości do zbrodni, 1975
- Jak pracować z dzieckiem i rodziną zagrożoną, 1976
- Co macie na swoją obronę, 1977
- Nowożeńcom na drogę, 1979
- Przeciwko sobie, 1980
- Tuptuś, 1980
- Którędy do ludzi, 1982
- Samotność dziecka, 1983
- Podgryzana, 1985
- Nasz cudzy świat, 1986
- Ścigane z mocy prawa, 1986
- Elementarz wychowania małego dziecka, 1988
- Zakaz kochania, 1988
- Tesia Kłapciuch: opowiadanie prawdziwe, 1991
- Zabił z miłości?, 1991
- Pedagogika serca, 1992
- Morderstwo przed studniówką, 1997
- Prawdziwa miłość istnieje, 1999
- Dziecko a polityka czyli Walka o miłość, 2001
- Dziecko i miłość: jak powstawała pedagogika serca. Cz. 1, 2005
- Dziecko i miłość: jak powstawała pedagogika serca. Cz. 2, 2005
- Pedagogika serca w dobie globalizacji, 2006